# چکچک عربی
چکچک عربی (نام علمی: Oenanthe lugentoides) نام یک گونه از سرده چکچک است.